# Abainville
Abainville település Franciaországban, Meuse megyében. Lakosainak száma 282 fő (2022. január 1.). Abainville Amanty, Badonvilliers-Gérauvilliers, Bonnet, Delouze-Rosières, Gondrecourt-le-Château és Houdelaincourt községekkel határos.

## Népesség
A település népességének változása:
| Lakosok száma | 369  | 349  | 305  | 342  | 297  | 305  | 301  | 290  | 285  | 282  |
|               | 1968 | 1982 | 1990 | 2006 | 2013 | 2015 | 2017 | 2019 | 2020 | 2022 |